# Henry Adams
Henry Brooks Adams (Boston, Massachusetts; 16 de febrero de 1838-Washington D. C., 27 de marzo de 1918) fue un hombre de letras e historiador estadounidense.

## Biografía
Siendo parte de la élite de Boston y descendiente de dos presidentes, fue educado con cierta aversión por la política norteamericana de su tiempo. De joven fue corresponsal y editor de un periódico, exigió reformas sociales y políticas, pero se vio desilusionado con un mundo que él describía como desprovisto de principios.
Esa pérdida de fe, fue reflejada en su novela Democracy: An American Novel (1880). Su estudio sobre la democracia de Estados Unidos, culminó en su History of the United States of America de nueve tomos (1889–1891), la cual recibió elogios inmediatos.
En Mont Saint-Michel y Chartres (1904), describió la concepción del mundo medieval manifiesta en su arquitectura. La educación de Henry Adams (1918), es su obra más conocida y una de las autobiografías más sobresalientes de la literatura occidental, donde plasma sus conflictos con las incertidumbres del siglo XX.